# Bornow
Bornow (niedersorbisch Bórnow) ist ein Ortsteil der Stadt Beeskow im Landkreis Oder-Spree (Brandenburg). Die ehemals selbstständige Gemeinde wurde zum 6. Dezember 1993 in die Stadt Beeskow eingemeindet.

## Geographie
Bornow liegt ca. 3,5 km Luftlinie westlich des Innenstadtbereichs von Beeskow auf der Beeskower Platte. Der Ortskern von Kohlsdorf liegt nur etwa 1 km südlich vom Ortskern. Die Bebauung von Bornow zieht sich entlang der Bornower Feldstraße/Kohlsdorfer Straße mit nur wenigen hundert Metern Unterbrechung bis nach Kohlsdorf hin. Die Gemarkung grenzt im Norden an Birkholz, im Osten an die Gemarkung Beeskow, im Süden an die Gemarkung Kohlsdorf und im Westen an die Gemarkung von Buckow. West-Ost durch die Gemarkung und den Ort hindurch führt die B 236. Im östlichen Teil der Gemarkung kreuzt sie sich mit der Nord-Süd verlaufenden neuen B 87, der Umgehungsstraße von Beeskow. Die Bahnstrecke Königs Wusterhausen–Grunow führt nördlich des Ortes vorbei, durch den südlichen Teil der Gemarkung verläuft die Niederlausitzer Eisenbahn.
Der höchste Punkt der Gemarkung liegt etwas über 65 m (im nördlichen Teil der Gemarkung), der Weinberg im südöstlichen Gemarkungsteil hat eine Höhe von 63,8 m. Der tiefste Punkt liegt bei etwa 45 m im östlichen Teil der Gemarkung. Das einzige nennenswerte Fließgewässer ist der Bahngraben Beeskow, der von der Gemarkung Birkholz kommend, einhundert Meter parallel der Bahnstrecke Königs Wusterhausen–Grunow verläuft.

## Geschichte
Bornow wird in einer Urkunde von 1453 bereits in der heutigen Schreibweise erstmals genannt. Der Name ist wohl vom mnd. born, borne = Quelle, Brunnen und mnd. ouwe, owe = von Wasser umflossenes Land, oder wasserreiches, grasiges, fruchtbares Land abzuleiten. Nach seiner Dorfstruktur soll es ursprünglich ein Rundplatz- oder Angerdorf gewesen sein. Das Dorf ist demnach eine Dorfgründung im Rahmen der Deutschen Ostsiedlung.

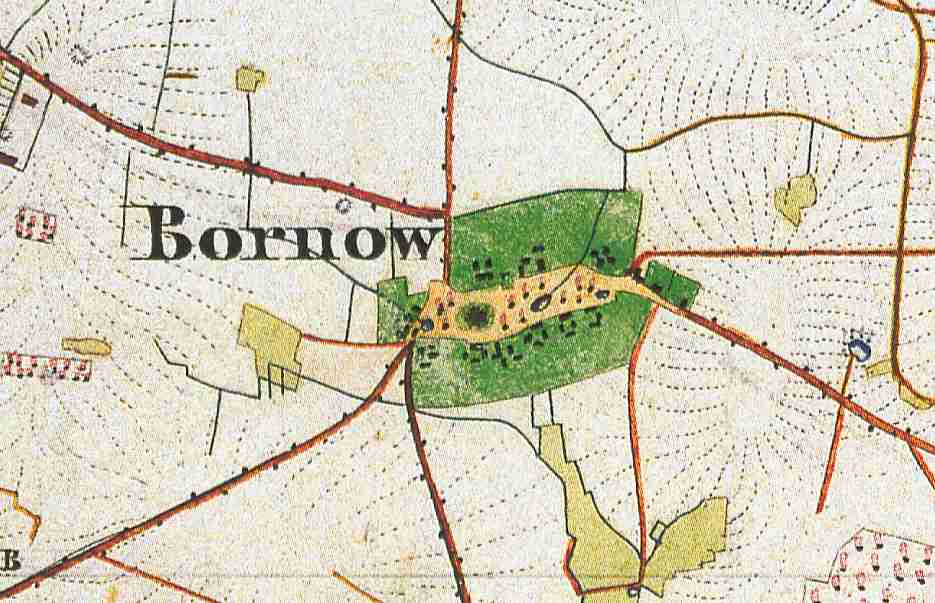
Bornow auf dem Urmesstischblatt 3851 Beeskow von 1846

### Besitzgeschichte
Das Dorf gehörte zum direkten Besitz der Inhaber der Herrschaft Beeskow, die im 15. Jahrhundert im Besitz der Biebersteiner war. 1463 verpfändete Wenzel von Bieberstein dem Beeskower Bürger Matthias Neuburger und dessen Ehefrau in das Dorf Bornow für 116 Schock 6 Groschen. Derselbe Matthias Neuburger, Hauptmann von Beeskow, war bereits 1456 Schiedsrichter in einem Grenzstreit zwischen der Stadt Beeskow und dem Hans von Schlaberndorf auf Stremmen. Die Verpfändung muss aber wieder eingelöst worden sein. 1476 verkaufte Hans v. Bieberstein dem Kunz von Löben und seiner Frau auf Trebitz 10 Schock jährliche Zinsen zu Bornow um 140 ungarische Gulden auf Wiederkauf. Auch diese Verpfändung wurde wieder eingelöst. 1487 bestätigte Hans v. Bieberstein dem Caspar Kuchmeister die Verpfändung von 15 Schock Geldrenten in den Dörfern Bornow und Wulfersdorf. 1525 gestattete Bischof Georg von Lebus dem Hauptmann von Beeskow, Christoph v. d. Zauche verschiedene von Wenzel und Ulrich v. Bieberstein verpfändete Renten in den Dörfern Kohlsdorf, Herzberg, Bornow und Wulfersdorf für sich einzulösen. Bornow war aber später wieder im direkten Besitz der Herrschaft, bzw. dem herrschaftlichen Amt Beeskow. Lediglich ein kleiner Anteil blieb im Besitz von Vasallen. 1556 gehörte ein Bauer und das Kirchlehn in Bornow dem Georg von Maltitz auf Tauche. Georg von Maltitz (1521–1574) war mit Elisabeth von Scheid gen. Albrecht verheiratet. Die von Maltitz auf Tauche später auf Kummerow konnten diesen Besitzanteil bis 1779 behaupten. Joachim Ernst von Maltitz zu Kummerow.
| Bevölkerungsentwicklung von 1774 bis 2000 | Bevölkerungsentwicklung von 1774 bis 2000 | Bevölkerungsentwicklung von 1774 bis 2000 | Bevölkerungsentwicklung von 1774 bis 2000 | Bevölkerungsentwicklung von 1774 bis 2000 | Bevölkerungsentwicklung von 1774 bis 2000 | Bevölkerungsentwicklung von 1774 bis 2000 | Bevölkerungsentwicklung von 1774 bis 2000 | Bevölkerungsentwicklung von 1774 bis 2000 | Bevölkerungsentwicklung von 1774 bis 2000 | Bevölkerungsentwicklung von 1774 bis 2000 | Bevölkerungsentwicklung von 1774 bis 2000 | Bevölkerungsentwicklung von 1774 bis 2000 | Bevölkerungsentwicklung von 1774 bis 2000 | Bevölkerungsentwicklung von 1774 bis 2000 | Bevölkerungsentwicklung von 1774 bis 2000 | Bevölkerungsentwicklung von 1774 bis 2000 | Bevölkerungsentwicklung von 1774 bis 2000 |
| ----------------------------------------- | ----------------------------------------- | ----------------------------------------- | ----------------------------------------- | ----------------------------------------- | ----------------------------------------- | ----------------------------------------- | ----------------------------------------- | ----------------------------------------- | ----------------------------------------- | ----------------------------------------- | ----------------------------------------- | ----------------------------------------- | ----------------------------------------- | ----------------------------------------- | ----------------------------------------- | ----------------------------------------- | ----------------------------------------- |
| Jahr                                      | 1774                                      | 1801                                      | 1818                                      | 1837                                      | 1858                                      | 1875                                      | 1890                                      | 1910                                      | 1925                                      | 1939                                      | 1946                                      | 1950                                      | 1964                                      | 1971                                      | 1981                                      | 1991                                      | 2014                                      |
| Einwohner                                 | 79                                        | 110                                       | 128                                       | 189                                       | 168                                       | 156                                       | 146                                       | 157                                       | 172                                       | 200                                       | 294                                       | 276                                       | 192                                       | 171                                       | 140                                       | 148                                       | 213                                       |

### Dorfgeschichte
In Folge der Streitigkeiten um Beeskow und Storkow zwischen den Pommern-Herzögen und den Biebersteinern wurde Bornow am 3. Oktober 1428 durch den Pommernherzog Kasimir V. niedergebrannt. 1518 bewirtschaftete der Lehnschulze vier Hufen. Außerdem hatte er einen wüsten Acker in seinem Besitz, auf dem er „einen gesetzt hat“, vier Bauern im Dorf bewirtschafteten Dreihufenhöfe und zwei Bauern hatten Zweihufenhöfe. Ein Bauer mit zweieinhalb Hufen bewirtschaftete das Pfarrlehen und tat dem Pfarrer in Tauche an sechs Tagen Dienste. 1556 gingen die Abgaben von diesem Bauern an den Georg von Maltitz. Von den vier Kossäten bewirtschaftete einer sogar zwei Höfe, insgesamt war die Feldmark von Bornow in 22,5 Hufen eingeteilt. 1537 saßen der Schulze (4 Hufen), vier Bauern mit je drei Hufen, drei Bauern mit je zwei Hufen und fünf Kossäten im Dorf. 1576 wohnten acht Bauern, fünf Kossäten und ein Häusler im Ort. Für 1600 wird ein Hirte genannt. Der Dreißigjährige Krieg scheint den Ort nicht ganz so schlimm getroffen zu haben wie viele andere Orte der näheren und weiteren Umgebung. 1652 waren alle acht Bauernstellen besetzt, lediglich einer der fünf Kossätenhöfe lag wüst. 1677 wurde eine Kirche errichtet. 1692 waren schließlich alle Kossätenhöfe wieder besetzt, auch ein Hirte war wieder im Dorf. Ein Bauer mit zweieinhalb Hufen, den der Kornschreiber bewirtschaftete, zinste dem Pfarrer in Tauche, auch die Dienste gehörten dem Taucher Pfarrer. Die drei Felder werden als meist nass und sandig beschrieben. Die Bauern ernteten „bisweilen“, also nicht immer, das 3. Korn. Drei Bauern hatten auch noch Wiesen. Die anderen Bauern- und Kossätenhöfe hatten dagegen keine Wiesen. Es gab kein Brennholz auf der Gemarkung. Dafür hatten die Bauern und Kossäten Rohrung und Fischereirechte (in der Spree oder dem Schwenower See). Einige der Bauern hielten Schafe, andere konnten wegen Futtermangel nicht einmal Schafe halten. Den Kossäten waren Vorwerkäcker zur Bewirtschaftung überlassen worden, für die sie Zins bezahlen mussten. 1727 wurde die Größe der Gemarkung mit 27,5 Hufen angegeben (wahrscheinlich ein Irrtum), denn für 1743 wurde die Größe der Gemarkung wieder mit 22 ¾ Hufen angegeben. Die Sozialstruktur war mit acht Bauern, fünf Kossäten und einem Hirten gleich geblieben im Vergleich mit 1600 und 1692. Der einzige Unterschied war die Größe des dem Pfarrer in Tauhe zinsenden Bauern, der statt 2,5 nun 2,75 Hufen bewirtschaftete. Erst 1775 trat eine kleine Änderung in der Sozialstruktur ein. Die Zahl der Kossätenstellen hatte sich auf vier verringert, dafür waren es nun fünf Häusler. Es gab 16 Feuerstellen im Dorf, darunter zwei in einem Zweifamilienhaus. Insgesamt hatte der Ort 79 Einwohner. Für 1801 gibt Bratring 15 Feuerstellen an. 1837 war in der Nähe des Dorfes eine Kolonie („Schmidtsches Etablissement“, heute Ausbau Bornow) und das Amtsvorwerk Vorheide (heute der zur (Kern-)Stadt Beeskow gehörende Wohnplatz Vorheide) entstanden. Insgesamt gab es nun bereits 22 Wohnhäuser in denen schon 189 Menschen lebten. Im Schmidtschen Etablissement gab es ein Haus, in dem 14 Menschen lebten, im Vorwerk Vorheide standen drei Häuser mit 37 Einwohnern und in der Kolonie Vorheide waren es zwei Häuser und 26 Einwohner. 1858 ergab die Erfassung des Gebäudebestandes folgende Zahlen: ein öffentliches Gebäude, 22 Wohngebäude und 41 Wirtschaftsgebäude (ohne das Vorwerk Vorheide). 1864 war die Einwohnerzahl wieder gesunken; ansässig waren der Lehnschulze, ein Bauer des Pfarrdotalguts, sechs weitere Bauern, vier Kossäten, ein Büdner und ein Häusler. 1865 wurde im Zuge des Baus der Chaussee von Storkow nach Beeskow bei Bornow eine Chausseegeldhebestelle eingerichtet. 1889–91 wurde die alte Kirche von 1677 durch einen Neubau ersetzt. 1900 gab es 20 Wohngebäude, 1931 26 Wohnhäuser. 1939 gab es in Bornow sieben land- und forstwirtschaftliche Betriebe mit einer Betriebsgröße von 20 bis 100 ha, zehn Betriebe mit einer Größe von 10 bis 20 ha, einen Betrieb mit 5 bis 10 ha und acht Betriebe mit 0,5 bis 5 ha. 1946 wurden im Rahmen der Bodenreform 82 ha enteignet und aufgeteilt. Neun landarme Bauern erhielten 43 ha, ein Umsiedler 10 ha und acht Altbauern erhielten 29 ha Waldzulage. 1960 entstand eine Landwirtschaftliche Produktionsgenossenschaft (LPG) vom Typ I mit 23 Betrieben, 46 Mitgliedern und 254 ha Nutzfläche. Sie wurde 1973 mit der LPG Typ III Birkholz zusammengeschlossen.

## Politische und kommunale Zugehörigkeit
Bornow gehörte im Spätmittelalter zur niederlausitzischen Herrschaft Beeskow, die 1518 zunächst als Pfand an den Bischof von Lebus kam, 1556 wurde das Pfand an den brandenburgischen (Mit-)Kurfürsten Johann von Küstrin weiter gegeben. 1571 starb Kurfürst Johann von Küstrin und 1575/6 kam die Herrschaft Beeskow (und ebenfalls die Herrschaft Storkow) de facto an Brandenburg, blieb jedoch de jure bis 1742 ein Lehen der böhmischen Krone. Die Herrschaft Beeskow schied somit ab 1576 „allmählich“ aus der Niederlausitz aus. Aus den beiden Herrschaften Beeskow und Storkow bildet sich im 17. und 18. Jahrhundert der Beeskow-Storkowische Kreis heraus, der 1815 aufgelöst wurde. Das Gebiet der ehemaligen Herrschaft Beeskow wurde an den Kreis Lübben angeschlossen, das Gebiet der ehemaligen Herrschaft Storkow wurde mit dem Teltowischen Kreis zum Kreis Teltow-Storkow vereinigt. 1835 wurde die Teilung der beiden Herrschaften rückgängig gemacht und es entstand der Kreis Beeskow-Storkow. In einer ersten Kreisreform 1950 in der damaligen DDR wurde der Kreis Beeskow-Storkow erneut aufgelöst und zum größten Teil dem Kreis Lübben zugewiesen, der nördliche Teil – darunter auch Bornow – kam an den Kreis Fürstenwalde. 1952 wurde diese Einteilung zum größten Teil wieder rückgängig gemacht und der neue Kreis Beeskow im Bezirk Frankfurt (Oder) gebildet. Nach der Wende wurde der Kreis Beeskow noch in Landkreis Beeskow umbenannt. Am 6. Dezember 1993 wurde schließlich der Landkreis Beeskow mit den Landkreisen Fürstenwalde, der kreisfreien Stadt Eisenhüttenstadt und dem Landkreis Eisenhüttenstadt zum Landkreis Oder-Spree fusioniert. Zeitgleich wurde Bornow in die Stadt Beeskow eingegliedert und ist seither ein Ortsteil der Stadt Beeskow. Der Ortsbeirat besteht aus drei Mitgliedern, der aus seiner Mitte für die Dauer einer Wahlperiode den Ortsvorsteher wählt.

## Kirchliche Zugehörigkeit
1518 war der Pfarrer von Beeskow für den Ort zuständig. 1600 bis nach 1765 war Bornow Tochterkirche von Tauche. Von 1776 bis 1895 war Bornow Tochterkirche von Buckow. Bornow gehört heute zum Pfarramt Buckow-Glienicke.

## Denkmale und Sehenswürdigkeiten
Die Denkmalliste des Landes Brandenburg für den Landkreis Oder-Spree führt für Bornow fünf Bodendenkmale und ein Baudenkmal auf.

### Bodendenkmale
In der Denkmalliste sind sechs Bodendenkmale aufgeführt:
- Nr. 90523 Flur 1: eine Siedlung der Bronzezeit
- Nr. 90524 Flur 1: ein Gräberfeld aus der Bronzezeit
- Nr. 90525 Flur 1: eine Siedlung der Bronzezeit
- Nr. 90526 Flur 1: eine Siedlung der Bronzezeit
- Nr. 90527 Flur 1: eine Siedlung der Bronzezeit
- Nr. 90528 Flur 1: Dorfkern deutsches Mittelalter, Dorfkern Neuzeit

### Baudenkmal
Die Denkmalliste verzeichnet nur ein Baudenkmal:
- Nr. 09115377 Dorfkirche, Bornower Dorfstraße 100.

Der neogotische Backsteinbau mit polygonaler Apsis und Westturm wurde von 1889 bis 1891 errichtet.

## Belege